# Annette Messager
Annette Messager (Berck, 30 novembre 1943) è un'artista francese.
Nel 2005 ha vinto il Leone d'Oro alla Biennale di Venezia per le sue opere presso il padiglione francese. Nel 2016 ha vinto il prestigioso Premio Imperiale. Vive e lavora a Malakoff.

## Biografia
Dal 1962 al 1966 ha frequentato l'École des Arts Décoratifs a Parigi. Ha una relazione con l'artista Christian Boltanski. È nota principalmente per il suo lavoro di installazione che spesso incorpora fotografie, stampe, disegni e vari materiali. Il suo lavoro rifiuta i metodi tradizionali delle arti visive, come la pittura, a favore di opere di bricolage che sovvertono i sistemi di valori, facendo spesso uso sperimentale di metodi tradizionalmente designati a una "cosiddetta sensibilità femminile".
Nel 2005 ha rappresentato la Francia alla Biennale di Venezia, dove ha vinto il Leone d'Oro per la sua installazione ispirata a Pinocchio che ha trasformato il padiglione francese in un casinò. Una delle sue mostre più note è The Messengers, che presenta un'installazione di stanze che includono una serie di fotografie e animali in costume fatti a mano simili a giocattoli. Le teste di alcuni animali sono state sostituite da teste di altri animali imbalsamati per riflettere i modi in cui gli umani si travestono o trasformano la propria identità con il costume.
Del 2014 è la sua installazione intitolata Les Interdictions, una combinazione del motivo di un burattino e un motivo di sessantotto segnali di divieto provenienti da tutto il mondo. L'unico oggetto inventato dall'artista è un segnale che condanna la prostituzione.